# Лекція Еммі Нетер
Ле́кція Е́ммі Не́тер (англ. ICM Emmy Noether Lecture) — серія почесних лекцій, що підтримується Міжнародним математичним союзом (ICM) на знак вшанування пам'яті про Еммі Нетер (1882—1935), яка належить до провідних математиків початку XX століття.
Лекція Емми Нетер під егідою ICM, що формально не входить до списку нагород, відзначає жінок, що зробили «фундаментальний і стійкий внесок у математичні науки». На доповнення до заснованих у 1980 році Асоціацією жінок у математиці (AWM) почесних Нетерівських лекцій у 1994, 1998 та 2002 роках Міжнародним математичним союзом були організовані спеціальні додаткові почесні лекції пам'яті Емми Нетер.
Лекції читались на Міжнародному математичному конгресі, який проводиться раз на чотири роки. З 2010 року цикл лекцій отримав постійний статус.
Комітет з відбору лауреата нагороди обирається Виконавчим комітетом Міжнародного математичного союзу. Програмний комітет ICM робить остаточний вибір лектора. Ім'я голови Комітету з відбору лауреата премії оприлюднюється, але імена інших членів Комітету залишаються анонімними до присудження премії на Конгресі.
Лауреат також отримує бронзову прямокутну табличку розміром 13,65 x 11,75 см із барельєфним портретом Емми Нетер роботи скульпторки Стефані Магдзяк (Stephanie Magdziak) з одного боку і вигравіюваним своїм іменем з другого.

## Список лауреатів
- 1994 Ольга Ладиженська
- 1998 Кетлін Моравец
- 2002 Хешен Ху
- 2006 Івонн Шоке-Брюа
- 2010 Ідун Рейтер[en], тема: «Cluster Categories»
- 2014 Джорджія Бенкарт[en], тема: «Connecting the McKay correspondence with Schur-Weyl duality»
- 2018 Сунь-Юн Еліс Чан[en], тема: «Conformal geometry on 4-manifolds»
- 2022 Марі-Франс Віньерас[en], тема: «Modular representations of p-adic groups»[1].